# Йодування
Йодува́ння (рос. иодирование, англ. iodination) — введення йоду в молекули органічних сполук заміщенням атома H на йод (дією йоду в присутності оксидантів) або інших атомiв та груп (приміром, дією йоду на меркурати, реакції Райдона), за допомогою реакцій приєднання до кратних зв'язків, йодциклізації, йодметилювання, йодолізу.
2С4H4S + 2I2 + HgO → 2C4H3-I + HgI2 + H2O
R-OSO2CH3 + NaI → R-I